# بلدة سبالدينغ (ميشيغان)
سبالدينغ (بالإنجليزية: Spalding Township, Michigan)‏ هي بلدة تقع بولاية ميشيغان في الولايات المتحدة. تبلغ مساحتها 421.8 (كم²)، وترتفع عن سطح البحر 278 م، بلغ عدد سكانها 1761 نسمة في عام تعداد الولايات المتحدة 2000 حسب إحصاء مكتب تعداد الولايات المتحدة وتصل الكثافة السكانية فيها 4.2 نسمة/كم2.

## وصلات خارجية
- The US50 - Cities and Towns in Michigan State
- Michigan Cities and Towns, Facts, Map, Flag, Colleges, Government, and More